# Pares de la Constitució

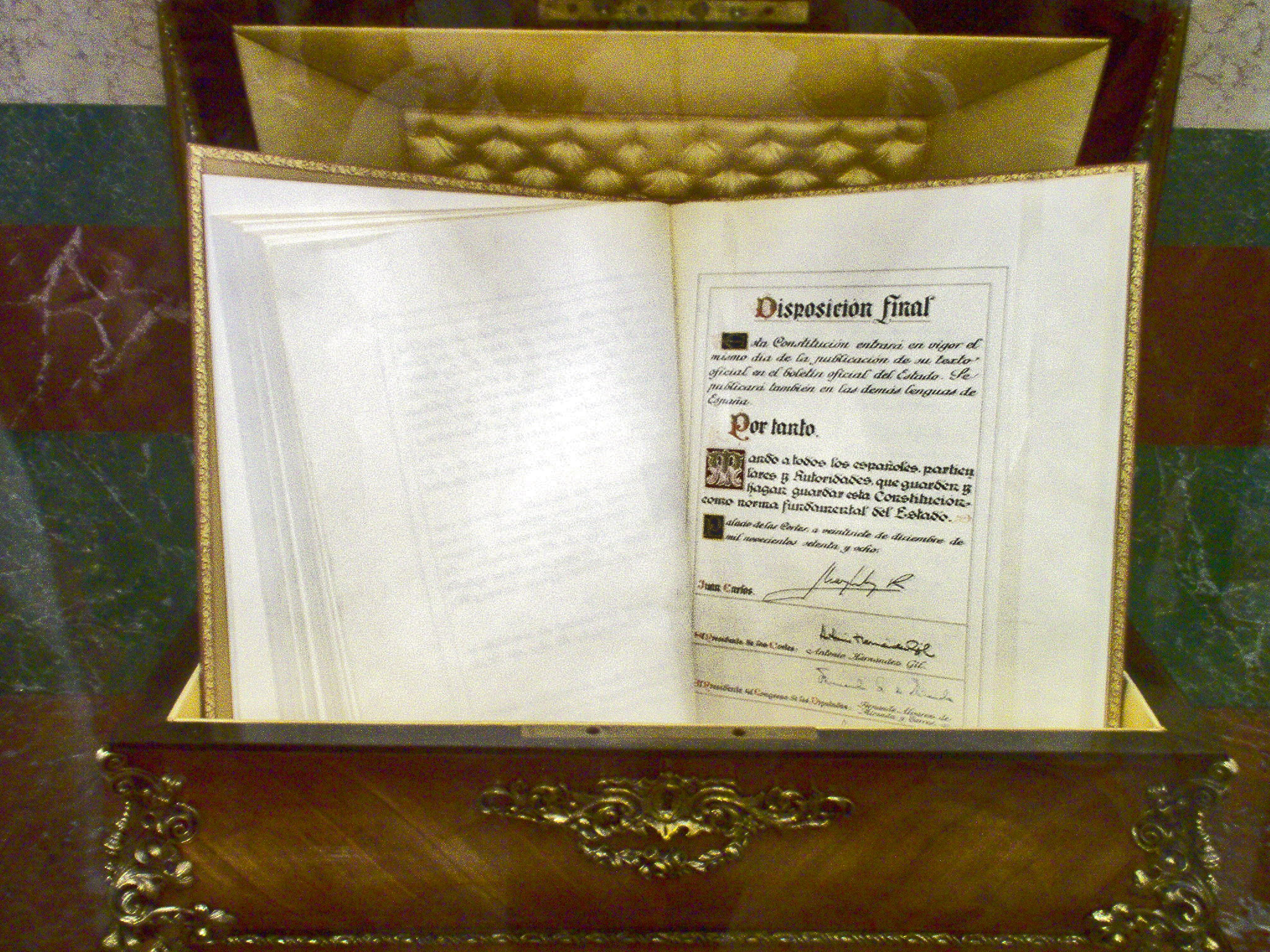
Exemplar de la Constitució espanyola conservada al Congrés dels Diputats

Els Pares de la Constitució, nom amb el qual són coneguts entre la societat espanyola, són els set ponents als quals es va encarregar la redacció de la Constitució espanyola de 1978, en vigor actualment a Espanya.

## Els Pares de la Constitució
Les set persones escollides per a la redacció de l'avantprojecte de Constitució, juntament amb els seus respectius partits en aquell moment, foren:

### Gabriel Cisneros
Pertanyent a la Unió de Centre Democràtic (UCD), en el moment de redacció de la Constitució era diputat al Congrés per aquest partit i Director General d'Assistència i Serveis Socials en els Ministeris d'Interior i Sanitat, càrrecs que va mantenir fins al 1979. El 1989 va canviar de formació i va passar a ser diputat com a membre del Partit Popular (PP). Va morir el 27 de juliol de 2007 després d'una greu malaltia.

### Manuel Fraga Iribarne
Diputat per Aliança Popular (AP) en aquell moment, partit del qual era membre fundador, va ser Ministre d'Informació i Turisme durant el Franquisme, vicepresident del govern i ministre d'Interior durant la Transició, i president de la Xunta de Galícia fins al 2005. Va morir el 15 de gener de 2012 als 89 anys com a conseqüència d'una aturada cardíaca, diagnosticada dies abans, a la seva casa de Madrid.

### Miguel Herrero y Rodríguez de Miñón
Diputat per la UCD en el moment de redactar-se la Carta Magna, aquest madrileny destacà per la seva presència en la vida acadèmica ja sigui com a col·laborador de la Universitat Internacional Menéndez Pelayo o com membre de la Reial Acadèmia de Ciències Morals i Polítiques.

### Gregorio Peces-Barba
Durant la redacció de la Constitució era diputat del Partit Socialista Obrer Espanyol (PSOE), i ha ocupat importants càrrecs d'importància al llarg de la seva carrera com el de president del Congrés dels Diputats o el de secretari general de l'Institut de Drets Humans. Des de 1990 fins al 2007 va ser Rector de la Universitat Carles III, i Alt comissionat per al Suport a les Víctimes del Terrorisme entre 2004 i 2006. Catedràtic de Dret Constitucional, és membre de la Reial Acadèmia de Ciències Morals i Polítiques. Va morir el juliol del 2012 en un hospital d'Oviedo.

### José Pedro Pérez-Llorca
Quan va ajudar a redactar la Constitució era diputat per Madrid de la UCD. Després de les eleccions de 1979 es va convertir en ministre de la Presidència, al deixar la vida política el 1982 va centrar-se en la seva professió d'advocat.

### Miquel Roca i Junyent
Va participar en la redacció del text constitucional com a diputat per Barcelona per part de Convergència Democràtica de Catalunya. Després de deixar la política en un segon pla, es va centrar en el seu propi despatx d'advocats, on ocupà la presidència del Consell d'Administració.

### Jordi Solé Tura
Era diputat del Partit Socialista Unificat de Catalunya (PSUC), partit català federat amb el Partit Comunista d'Espanya (PCE), en el moment de redacció de la Constitució. El 1989 va deixar el seu anterior partit per unir-se al PSC, esdevenint posteriorment Ministre de Cultura entre 1991 i 1993, i senador per l'Entesa Catalana de Progrés durant la legislatura 2000-2004. Morí el 4 de desembre de 2009.

## Història
Com a part de la Transició democràtica espanyola cap a la democràcia, després de la mort del dictador Francisco Franco i la desaparició del seu règim, una de les tasques prioritàries de les Corts va ser la redacció d'una Constitució per a dur Espanya a ser un "Estat social i democràtic de Dret", tal com es recull en la Constitució. Per a tal fi, la Comissió d'Assumptes Constitucionals i Llibertats Públiques del Congrés dels Diputats va nomenar una Ponència de set diputats, que va elaborar un avantprojecte de Constitució.
La Llei de Reforma Política de 1977 oferia la possibilitat que la iniciativa de la reforma constitucional correspongués al Govern o al Congrés dels Diputats, triant-se aquesta última opció. Per a aquest fi es van escollir set persones de diversos partits polítics representats al Congrés.
L'obstinació del PSOE per deixar fora de la ponència Enrique Tierno Galván com a pagament per no haver volgut integrar la seva formació Partido Socialista Popular (PSP) dins el PSOE dugué, per una sèrie de raons tècniques, a deixar fora també els nacionalistes bascos. Aquesta absència es pagaria a un preu molt car: el Partit Nacionalista Basc (PNB), com a protesta davant la presència del nacionalisme català però no del basc, no va votar la Constitució, s'hi va abstenir, quedant fins al moment fora del Pacte Constitucional, tot i que l'acta en funció del règim democràtic del país.
Una altra dificultat va ser el fet que UCD no fos un partit sinó una coalició electoral: els tres ponents d'aquest partit tenien diferents visions de cada assumpte i a més havien de donar comptes amb les nombroses tendències que s'habitaven en la coalició, sent Fernando Abril Martorell, vicepresident del Govern per a assumptes polítics, el personatge que més set de protagonisme va tenir en aquest sentit.
D'altra banda, Peces-Barba i Fraga Iribarne van ser extremadament exigents en les seves pretensions, arribant el primer a retirar-se de la ponència per a forçar concessions. Els mediadors són els altres dos pares de la Constitució, Miquel Roca i, paradoxalment, Jordi Solé Tura, del PCE, que sent, com Santiago Carrillo, la necessitat de deixar clar el seu sentit de la responsabilitat i la capacitat dels comunistes d'arribar a un consens. Els socialistes van ser els únics a votar en contra de la Monarquia parlamentària com a forma d'Estat, encara que més tard, els comunistes recuperarien les pretensions republicanes.
Són abundants les anècdotes sobre els nombrosos debats a propòsit del text definitiu, sent les relatives a les reunions secretes fins a altes hores de la matinada de Fernando Abril Martorell, per part de l'UCD, i d'Alfonso Guerra, per part del PSOE les més nombroses. El motiu d'aquestes reunions era que el text definitiu estava sent aprovat en la comissió per una majoria formada per UCD i AP, i això no li era còmode a la UCD i a la Corona, que temien que es parlés d'una Constitució reaccionària, i que en el pròxim programa electoral del PSOE figurés la revisió constitucional. És per això que Adolfo Suárez va rellevar del càrrec de representant de la UCD davant la comissió al tímid Landelino Lavilla, el braç dret del qual és el ponent Herrero de Miñón, i imposà a Fernando Abril Martorell, un extravertit animal polític.
L'avantprojecte es va discutir en la Comissió, i, posteriorment, discutit i aprovat pel Congrés dels Diputats. A continuació, es va procedir a l'examen del text del Congrés per la Comissió Constitucional del Senat, i el Ple del mateix òrgan. La discrepància entre el text aprovat pel congrés i l'aprovat pel senat van fer necessària la intervenció d'una Comissió Mixta Congrés-Senat, que va elaborar un text definitiu. El text fou aprovat el 31 d'octubre de 1978 al Congrés per 325 vots a favor, 6 en contra (del diputat de EE i de cinc diputats d'AP) i 14 abstencions (entre les quals figuren les del PNB), i al Senat per 226 vots a favor, 5 en contra i 8 abstencions.
Aprovat en referèndum, va ser ratificat el dia 6 de desembre de 1978 amb el 87% dels vots al seu favor, sancionat el dia 27 del mateix mes pel rei Joan Carles I, i publicat al BOE el 29 de desembre (es va evitar el dia 28 per coincidir amb el dia dels Sants Innocents, tradicionalment dedicat a les bromes). Des de fa força temps, cada 6 de desembre és festa nacional a Espanya, celebrant-se el Dia de la Constitució.
La Constitució espanyola de 1978 és la primera que s'arriba a Espanya per consens, un consens assajat en els Pactes de la Moncloa i trobat en poques altres situacions. A això se suma la seva llarga vigència, fet també únic en la història d'Espanya.
El 7 d'octubre de 2003 amb motiu del 25è aniversari de la Constitució els pares de la Constitució van fer públic un manifest, la Declaració de Gredos, en la qual demanaven que es mantingués l'esperit que va permetre la creació de la Constitució, i que s'arribés a un consens similar al de 1978 en cas de modificar-se.